# Patine cu rotile

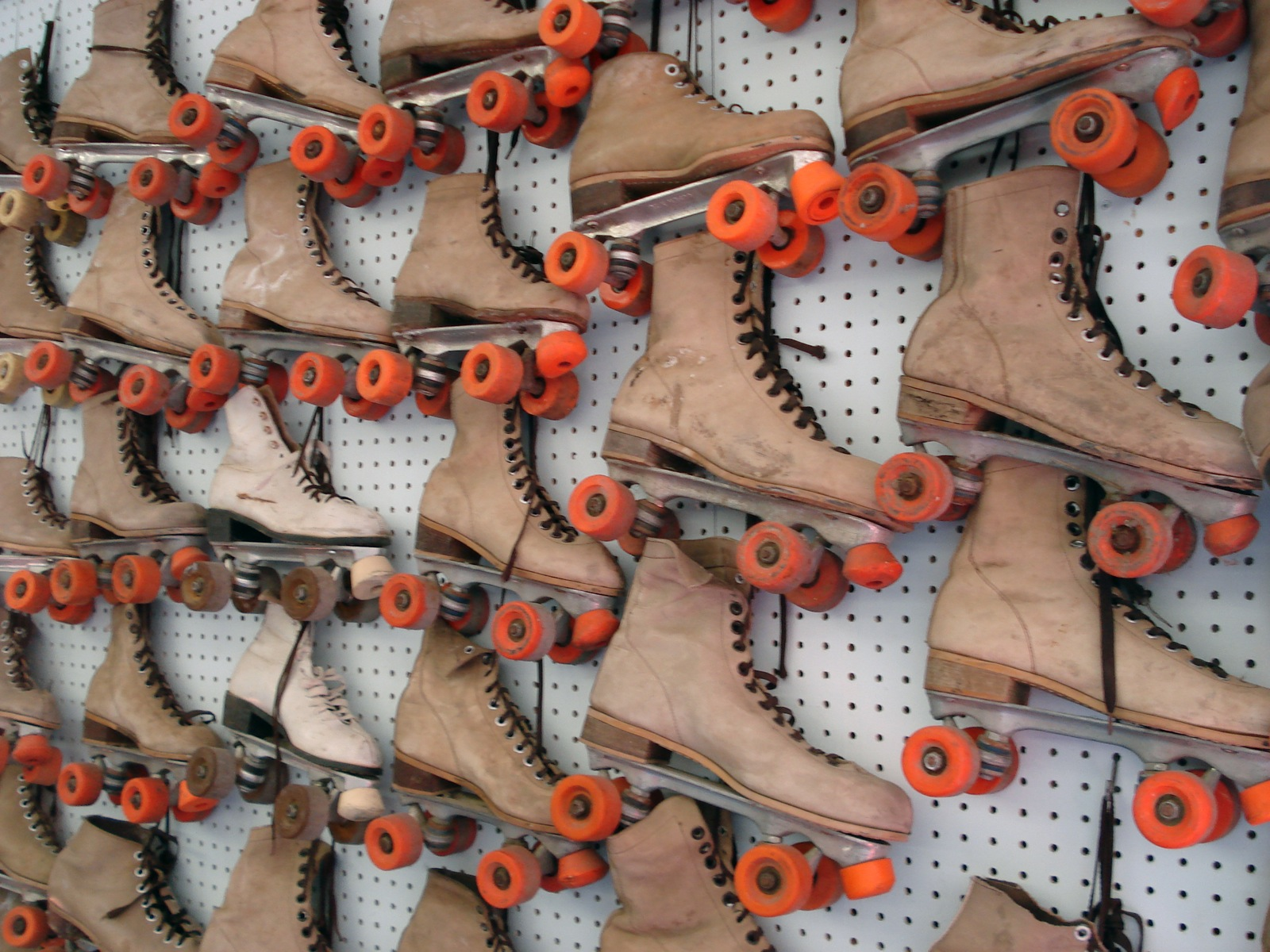
Patine cu rotile în raftul unui magazin

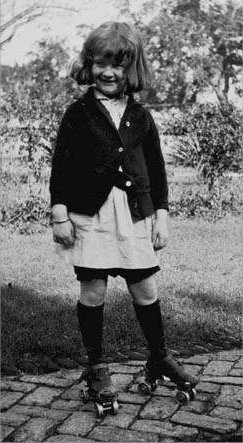
Fetiţă pe patine cu rotile, 1921

Patinele cu rotile sau rolele sunt încălțări care au atașate mici roți, care le permit purtătorului să se deplaseze pe un drum neted.
Primul patent pentru patine cu rotile a fost obținut în 1760 de către inventatorul belgian John Joseph Merlin.